# Autoridade civil
Uma autoridade civil ou governo civil é a implementação prática de um Estado em nome dos seus cidadãos, que não seja através de unidades militares (lei marcial), que faz cumprir a lei e a ordem e que se distingue da autoridade religiosa (por exemplo, direito canónico) e da autoridade secular. A aplicação da lei e da ordem é normalmente o papel da polícia nos Estados modernos.

## História
Entre as primeiras experiências modernas no governo civil ocorreu em 1636, quando Roger Williams, um ministro cristão, fundou a colônia de Rhode Island e Providence Plantations. Ele procurou criar um “muro de separação” entre a Igreja e o Estado para prevenir a corrupção da Igreja e manter a ordem civil, conforme exposto em seu livro de 1644, Bloudy Tenent of Persecution.

## Tipos de autoridade
Assim, quatro formas de autoridade podem ser vistas:
- Autoridade civil
- Autoridade militar
- Autoridade religiosa (certas constituições excluem o estado de ter qualquer autoridade religiosa, separação entre igreja e estado)
- Autoridade corporativa (como grandes corporações empresariais com exemplos como a antiga Companhia Britânica das Índias Orientais e a Companhia da Baía de Hudson)

Pode significar também o poder moral de comando, apoiado (quando necessário) pela coerção física, que o Estado não exerce sobre os seus membros. Nesta perspectiva, porque o homem não pode viver isolado sem ser privado daquilo que o torna humano, e porque a autoridade é necessária para que uma sociedade se mantenha unida, a autoridade tem não só o poder, mas também o direito de comandar. É natural ao homem viver em sociedade, submeter-se à autoridade e ser governado por aquele costume da sociedade que se cristaliza na lei, e a obediência exigida é prestada aos poderes constituídos, à autoridade que os possui. A extensão da sua autoridade está vinculada aos fins que tem em vista e à medida em que proporciona o governo da sociedade.
Nos Estados modernos, a aplicação da lei e da ordem é normalmente o papel da polícia, embora a linha entre unidades militares e civis possa ser difícil de distinguir; especialmente quando milícias e voluntários, como a yeomanry, agem na prossecução de objetivos domésticos não militares.